# Chicco
Chicco (prononciation :[ˈkikːo] ) est une marque du fabricant italien Artsana.
Il est spécialisé dans les produits pour :
- la maternité : lingerie prénatale, lingerie postnatale, cosmétique, allaitement
- la petite enfance : repas, succion, change, vêtements, promenade, voyage, jeu, bain, sommeil, sécurité, bien-être

## Produits

### Poussettes

#### Dans le catalogue 2019-2020[2]

##### Duos et trios
- Duo Style GoUp i-Size
- Duo Style GoUp
- Duo LoveUp i-Size
- Duo LoveUp
- Trio Activ3top
- Trio Best Friend+comfort
- Trio Best Friend+light
- Trio Sprintblack

##### Poussette convertible
- Fully

##### Poussettes cannes
- Multiride
- Goody
- Chicco Miinimo 3
- Simplicity
- Lite Way3
- OHlalà 2
- Trolley Me
- Echo
- LondonUp

##### Poussettes doubles
- Fully Twin
- OHlalà Twin
- Stroll'in'2